# Stygnomma leleupi
Stygnomma leleupi is een hooiwagen uit de familie Stygnommatidae.